# Felga Lauri
Felga Lauri (fl. XX secolo) è stata un'attrice e sceneggiatrice italiana attiva tra gli anni quaranta e gli anni cinquanta.

## Biografia
Nel 1939 recitò per il regista Andrea Miano in due cortometraggi definiti "sperimentali", Incubo ed Edizione straordinaria, accanto a Paola Veneroni. Apparve nei suoi poi in film dei primi anni quaranta del XX secolo, sostenendo piccoli ruoli: si ricordano Ecco la felicità di Marcel L'Herbier del 1940 con Michel Simon e il film Marco Visconti di Mario Bonnard del 1941 con Roberto Villa e Carlo Ninchi. Sempre nel 1941 interpretò la domestica di casa Mellario nel film La compagnia della teppa con María Denis e Adriano Rimoldi.
Nel 1942 recitò nella pellicola I due Foscari di Enrico Fulchignoni nella parte della ancella Maria accanto a Rossano Brazzi e Carlo Ninchi.
Nel 1950 ebbe la parte della protagonista Fiamma nel film Vendetta di zingara di Aldo Molinari con Sergio Raimondi e Anna Vita. In questo film, oltre ad essere la protagonista, fu curatrice del soggetto e della sceneggiatura.
Nel 1953 apparve nel film Martin Toccaferro di Leonardo De Mitri con Peppino e Titina De Filippo.
Dopo questo film, di Felga Lauri si perdono le tracce.

## Filmografia

### Attrice
- Ecco la felicità! (La comédie du bonheur), regia di Marcel L'Herbier (1940)
- Uomini sul fondo, regia di Francesco De Robertis (1941) - non accreditata
- Il re del circo, regia di Hans Hinrich (1941)
- Marco Visconti, regia di Mario Bonnard (1941)
- La compagnia della teppa, regia di Corrado D'Errico (1941)
- Le vie del cuore, regia di Camillo Mastrocinque (1942)
- I due Foscari, regia di Enrico Fulchignoni (1942)
- La prima luce (Prélude à la gloire), regia di Georges Lacombe (1950)
- Ombre su Trieste, regia di Nerino Florio Bianchi (1952)
- Martin Toccaferro, regia di Leonardo De Mitri (1953)

### Attrice e sceneggiatrice
- Vendetta di zingara, regia di Aldo Molinari (1950)